# ウィリアム・ニューマン
ウィリアム・ニューマン（William Newman,  1934年6月15日 - 2015年5月27日）は、アメリカ合衆国の俳優である。

## 来歴
1934年、イリノイ州シカゴに生まれる。1937年に一家でワシントン州のシアトルへ移住。その後は地元シアトルの高校を経て、1956年にワシントン大学を卒業した。1958年から1960年までは、コロンビア大学で脚本も学んでいる。第二次世界大戦時には軍役も経て、シアトルを拠点とする劇団で俳優活動をスタート。それ以降は全米各地の劇団を転々とし、演技力に磨きをかけた。1976年にホラー映画『スクワーム』で映画デビュー。1981年には小さな役ながらジャック・ニコルソン、ジェシカ・ラング主演の『郵便配達は二度ベルを鳴らす』へも出演している。その後も着実にキャリアを重ね、ロビン・ウィリアムズ主演のコメディ映画『ミセス・ダウト』では、堅物の教育番組ホストを演じて印象を残した。テレビドラマへの出演も多く、スティーヴン・キング原作のホラー小説をドラマ化した『ザ・スタンド』などがある。

### 死去
2015年、ペンシルベニア州のフィラデルフィアにて脳血管性認知症のため死去。80歳だった。

## 出演作品

### 映画
- スクワーム Squirm (1976)
- ブルベイカー Brubaker (1980)
- 郵便配達は二度ベルを鳴らす The Postman Always Rings Twice (1981)
- 未来テレビ Billions for Boris (1984)
- 死霊の牙 Silver Bullet (1985)
- 荒野のアウトロー The Last Days of Frank and Jesse James (1986) ※テレビ映画
- アクト・オブ・ベンジェンス Act of Vengeance (1986) ※テレビ映画
- 高卒物語 Playing for Keeps (1986)
- モスキート・コースト The Mosquito Coast (1986)
- A Special Friendship (1987) ※テレビ映画
- ゾンビ伝説 The Serpent and the Rainbow (1988)
- ファニー・ファーム／勝手にユートピア Funny Farm (1988)
- モンキー・シャイン Monkey Shines (1988)
- 理由なき発砲 Chattahoochee (1989)
- Dinner at Eight (1989) ※テレビ映画
- 靴をなくした天使 Hero (1992)
- Desperate Choices: To Save My Child (1992) ※テレビ映画
- レプリコーン Leprechaun (1993)
- The Odd Couple: Together Again (1993) ※テレビ映画
- フィアレス Fearless (1993)
- ミセス・ダウト Mrs. Doubtfire (1993)
- Dead Man's Revenge (1994) ※テレビ映画
- 陪審員だよ、全員集合! Jury Duty (1995)
- Wounded Heart (1995) ※テレビ映画
- トム・ソーヤーの大冒険 Tom and Huck (1995)
- Pie in the Sky (1996)
- ザ・クラフト The Craft (1996)
- Santa with Muscles (1996)
- No Easy Way (1996)
- Touch タッチ Touch (1997)
- ブラウンズ・レクイエム Brown's Requiem (1998)
- ラブ・オブ・ザ・ゲーム For Love of the Game (1999)
- Teacher's Pet (2000)
- シャドウ Shadow: Dead Riot (2006)

### テレビドラマ
- Ryan's Hope (1979)
- 警察署長 Chiefs (1983)
- メアリー・フェイガン殺人事件 The Murder of Mary Phagan (1988)
- 新スタートレック Star Trek: The Next Generation (1991)
- マトロック Matlock (1991)
- Eerie, Indiana (1992)
- Knots Landing (1992)
- あなたにムチュー Mad About You (1993)
- ピケット・フェンス Picket Fences (1993)
- ザ・スタンド The Stand (1994)
- All-American Girl (1994)
- Something Wilder (1995)
- VR.5 ザ・シリーズ VR.5 (1995)
- Women of the House (1995)
- ドクタークイン 大西部の女医物語 Dr. Quinn, Medicine Woman (1995)
- ドリュー・ケリー DE ショー! The Drew Carey Show (1996)
- Goode Behavior (1996)
- サンフランシスコの空の下 Party of Five (1997)
- The King of Queens (1999)
- L.A. Doctors (1999)
- Dr.マーク・スローン Diagnosis Murder (1999)
- ダーマ&グレッグ Dharma & Greg (1999)
- Cover Me: Based on the True Life of an FBI Family (2000)
- The Tick / ティック～運命のスーパーヒーロー～ The Tick (2001, 2002)
- デイズ・オブ・アワ・ライブス Days of Our Lives (2005)
- マイネーム・イズ・アール My Name Is Earl (2006)